# Josef Erber (Naturalienhändler)

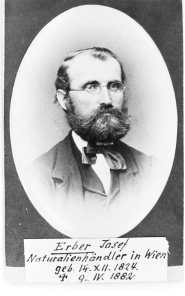
Josef Erber (Naturalienhändler)

Josef Erber (* 14. Dezember 1823 in Ockert; † 9. März 1882 in Wien) war ein österreichischer Naturalienhändler.

## Leben
Josef Erber war seit Oktober 1851 Mitglied des wenige Monate zuvor auf Initiative von Georg von Frauenfeld am 9. April 1851 gegründeten und unter der Präsidentschaft von Richard von Khevenhüller-Metsch stehenden Zoologisch-Botanischen Vereins in Wien.
Er wohnte zu dieser Zeit in Wien, Landstraße, Schulgasse Nr. 722, firmierte dann unter Josef Erber, Naturalienhändler, St. Ulrich, Sigmundsgasse Nr. 159, III. Stock und ab 1873 schließlich unter Josef Erber, Mineralien und Naturalienhandlung, Sigmundsgasse 9, Wien VII. Die Handlung wurde unter diesem Namen noch bis zum Jahr 1900 betrieben. Josef Erber war vielseitig zoologisch interessiert, unternahm zudem 1866 und 1867 Sammelreisen nach den griechischen Inseln und veröffentlichte seine gewonnenen Erkenntnisse in den Verhandlungen der Zoologisch-Botanischen Gesellschaft in Wien. Kurz nach der 1876 erfolgten Gründung wurde er Mitglied des von August von Pelzeln geführten Ornithologischen Vereins in Wien.

## Schriften
- Beobachtungen und Versuche an lebenden Amphibien in der Gefangenschaft und namentlich an Zamenis aesculapii Wgl. In: Verhandlungen der Zoologisch-Botanischen Gesellschaft in Wien, 6, 1856, S. 393–396 (zobodat.at [PDF]).
- Weitere Beobachtungen über Zamenis aesculapii Wgl. In: Verhandlungen der Zoologisch-Botanischen Gesellschaft in Wien, 7, 1857, S. 47–48 (zobodat.at [PDF]).
- Beobachtungen an Amphibien in der Gefangenschaft. In: Verhandlungen der Zoologisch-Botanischen Gesellschaft in Wien, 13, 1863, S. 129–132 (zobodat.at [PDF]).
- Beiträge zur Lebensweise der Tarantel. In: Verhandlungen der Zoologisch-Botanischen Gesellschaft in Wien, 14, 1864, S. 717–720 (zobodat.at [PDF]).
- Die Amphibien der österr. Monarchie. In: Verhandlungen der Zoologisch-Botanischen Gesellschaft in Wien, 14, 1864, S. 697–712 (zobodat.at [PDF]).
- Ueber die auf der Seestrandskiefer: Pinus halepensis Mich. lebenden schädlichen Insekten. In: Verhandlungen der Zoologisch-Botanischen Gesellschaft in Wien, 15, 1865, S. 943–946 (zobodat.at [PDF]).
- Ergebnisse der diesjährigen Reise nach Griechenland. In: Verhandlungen der Zoologisch-Botanischen Gesellschaft in Wien, 16, 1866, S. 825–828 (zobodat.at [PDF]).
- Bemerkungen zu meiner Reise nach den griechischen Inseln. In: Verhandlungen der Zoologisch-Botanischen Gesellschaft in Wien, 17, 1867, S. 853–856 (zobodat.at [PDF]).
- Bericht über eine Reise nach Rhodus. In: Verhandlungen der Zoologisch-Botanischen Gesellschaft in Wien, 18, 1868, S. 903–908 (zobodat.at [PDF]).